# 27511 Emiliedunham
27511 Emiliedunham este o planetă minoră (asteroid), cu un diametru de 2,522 km, din centura de asteroizi. A fost descoperită pe 6 aprilie 2000 la Stația Anderson Mesa de Lowell Observatory Near-Earth-Object Search și a fost numită după Emilie T. Dunham⁠(d). 
Obiectul prezintă o orbită caracterizată de o semiaxă mare de 2,4082035 UAi, o excentricitate de 0,09, o înclinație de 5,63709 ° în raport cu ecliptica.